# Ridha El Louze
Ridha El Louze (27 aprile 1953) è un ex calciatore tunisino, di ruolo difensore.